# Lahn-Dill-Kreis
Lahn-Dill là một huyện (Kreis) ở phía tây của Hesse, Đức. Neighboring districts are Siegen-Wittgenstein, Marburg-Biedenkopf, Gießen, Wetteraukreis, Hochtaunuskreis, Limburg-Weilburg, Westerwaldkreis.

## Lịch sử
Năm 1977, huyện Gießen được sáp nhập cùng với các huyện Wetzlar và Dillkreis vào huyện mới Lahn-Dill-Kreis. Năm 1979, huyện Giessen được tách ra.

## Địa lý
Sông chính chảy qua huyện này là sông Lahn và sông Dill. Cảnh quan núi Westerwald nằm ở phía tây, Taunus nằm ở phía nam và Lahn-Dill-Bergland tọa lạc ở phía đông, Rothaargebirge của Sauerland nằm về hướng bắc. Điểm cao nhất có độ cao 671 m nằm gần Rittershausen (thuộc Dietzhölztal), điểm thấp nhất cao 135 nằm trong thung lũng Biskirchen (thuộc thành phố Leun).

## Thị xã và đô thị

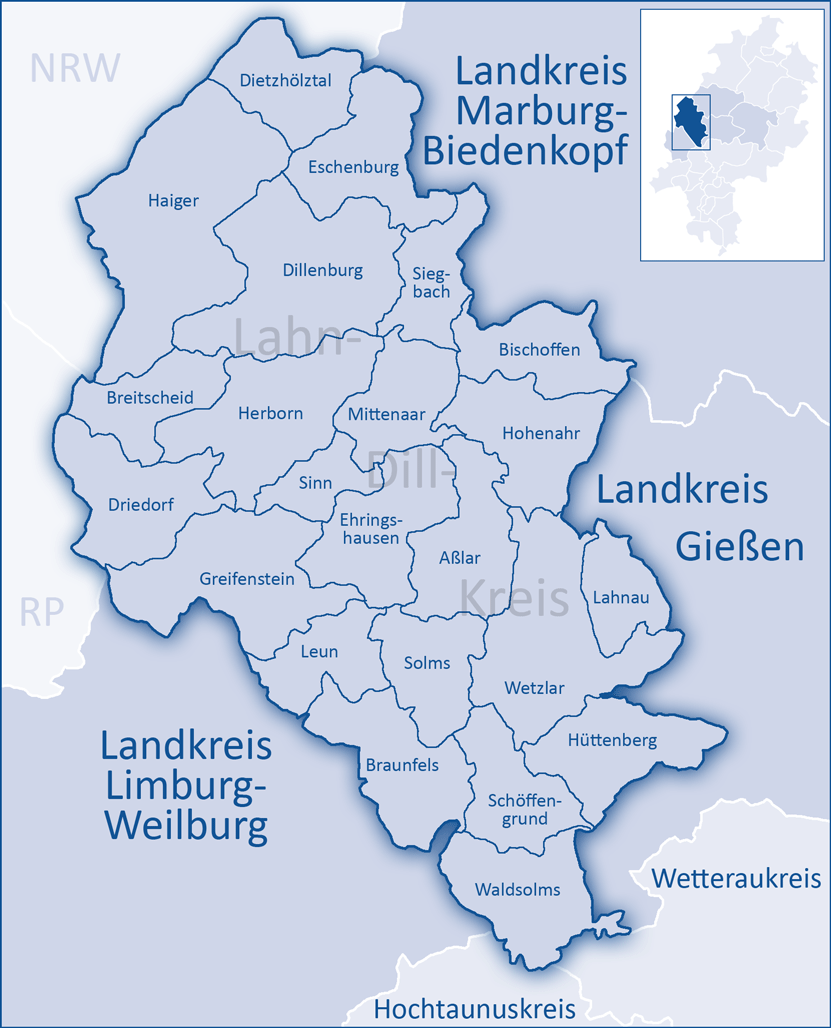

| Thị xã                                                                               | Đô thị |                                                                                        |
| ------------------------------------------------------------------------------------ | --- | -------------------------------------------------------------------------------------- |
| 1. Aßlar 2. Braunfels 3. Dillenburg 4. Haiger 5. Herborn 6. Leun 7. Solms 8. Wetzlar | 1. Bischoffen 2. Breitscheid 3. Dietzhölztal 4. Driedorf 5. Ehringshausen 6. Eschenburg 7. Greifenstein 8. Hohenahr | 1. Hüttenberg 2. Lahnau 3. Mittenaar 4. Schöffengrund 5. Siegbach 6. Sinn 7. Waldsolms |